# Pierre-Étienne Flandin
Pierre-Étienne Flandin (Parigi, 12 aprile 1889 – Saint-Jean-Cap-Ferrat, 13 giugno 1958) è stato un politico francese.

## Biografia
Iniziò la sua carriera politica nel 1914 con l'elezione a deputato. Negli anni successivi, a partire dal 1920, ebbe numerosi incarichi governativi, fu sottosegretario per l'Aeronautica (1920, 1921), ministro per il Commercio (1924 e 1929-1930), ministro delle Finanze (1931-1932) e ministro dei Lavori Pubblici (1934). Dall'8 novembre 1934 al 1º giugno 1935 fu Presidente del Consiglio; durante tale incaricò favorì il riavvicinamento con l'Italia, firmò un accordo con l'Unione Sovietica e partecipò alla conferenza di Stresa. Tra il gennaio e il giugno 1936 fu ministro degli Esteri del governo Sarraut.
Contrario al Fronte Popolare, plaudì agli accordi di Monaco. Dopo la disfatta francese, nel 1940 votò a favore del conferimento dei pieni poteri al maresciallo Philippe Pétain.
È stato vice presidente del Consiglio dal 13 dicembre 1940 al 9 febbraio 1941 durante il governo di Vichy, ma fu allontanato dall'incarico dai tedeschi per i quali non aveva mai dimostrato molta simpatia. Fu sostituito dall'ammiraglio François Darlan. Nel luglio 1946 fu processato e assolto.